# 픽처 브라이드
픽처 브라이드(Picture Bride, ピクチャーブライド)는 일본인 사진 신부를 그린 영화이다. 미국에서 제작된 카요 하타 감독의 1994년 드라마 영화이다. 쿠도 유키 등이 주연으로 출연하였고 리사 오노데라 등이 제작에 참여하였다.

## 출연

### 주연
- 쿠도 유키
- 캐리 히로유키 타카와

### 조연
- 탐린 토미타
- 아키라 타카야마
- 스기 요코
- 미후네 도시로

## 제작진
- 배역: 애너 피쉬번